# Cepaea
Cepaea és un gènere de gastròpodes eupulmonats terrestes de la família Helicidae. Tenen una mida mitjana i la seva conquilla presenta sovint colors llampants i bandes fosques i una gran variabilitat cromàtica.

## Taxonomia
Aquest gènere inclou quatre espècies en dos subgèneres:
Subgènere Cepaea
- Cepaea hortensis (O. F. Müller, 1774) - Europa, incloent Espanya
- Cepaea nemoralis (Linnaeus, 1758) (espècie tipus) - Europa, incloent Espanya

Subgènere Austrotachea
- Cepaea sylvatica (Drapanaud, 1801) - França, Itàlia, Suïssa, Alemanya
- Cepaea vindobonensis (Férussac, 1821) - Europa central-oriental

## Projecte "Evolution Megalab"
Cepaea hortenis i Cepaea nemoralis presenten una gran variabilitat cromàtica que ha estat objecte de nombrosos estudis científics. El projecte el lideren l'Open University i la University College de Londres. El nom d'aquest projecte és "Evolution Megalab".